# Platanen-Netzwanze

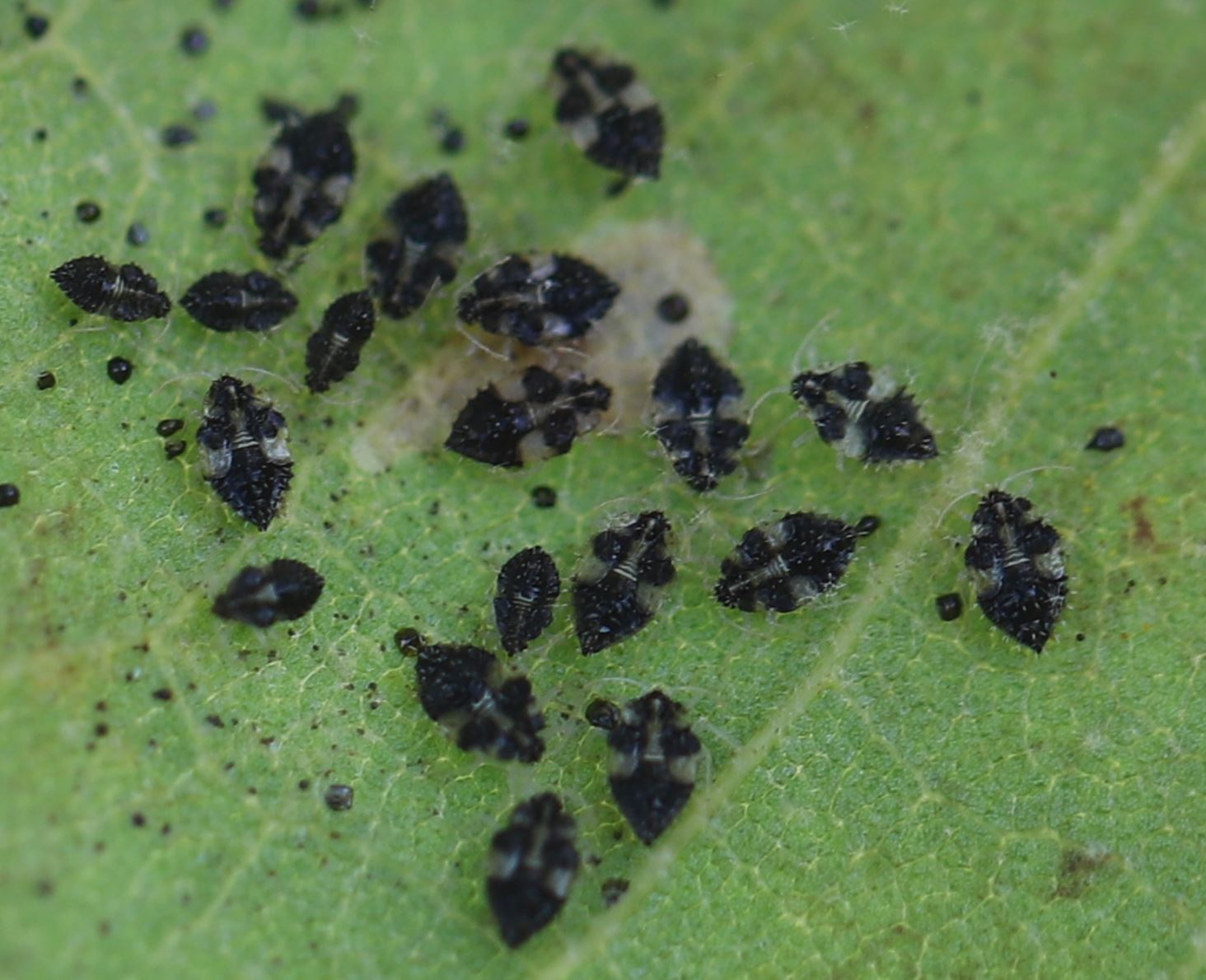
Nymphen auf der Blattunterseite einer Platane, Mitte September

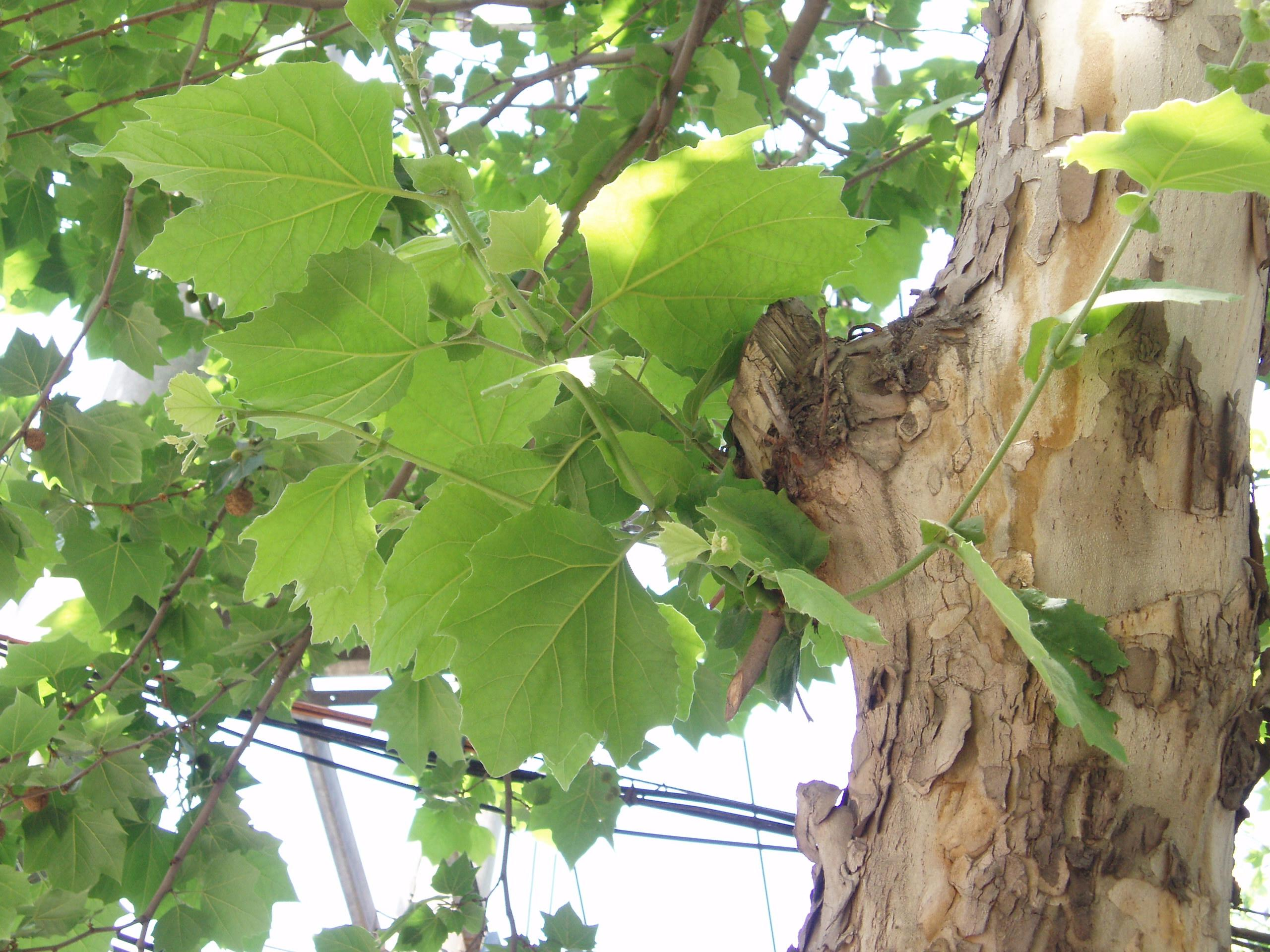
Ahornblättrige Platane, Lebensraum der Platanen-Netzwanze

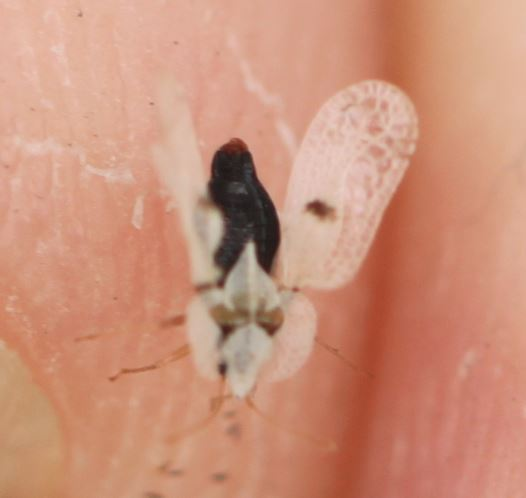
Platanen-Netzwanze unmittelbar vor dem Abflug, der schwarze Hinterleib klar erkennbar

Die Platanen-Netzwanze (Corythucha ciliata) gehört zur Familie der Netzwanzen (Tingidae). Der deutsche Name enthüllt ihren bevorzugten Aufenthaltsort auf Platanen (Platanus). Ursprünglich in Nordamerika beheimatet, wurde sie nach Europa eingeschleppt und breitet sich seit den 1960er Jahren kontinuierlich auf dem Kontinent aus.

## Verbreitung und Lebensräume
Die ursprüngliche Heimat der Platanen-Netzwanze ist Nordamerika mit einem Verbreitungsschwerpunkt im Nordwesten der Vereinigten Staaten und Westkanada. In Europa wurde sie erstmals in den 1960er Jahren in der Umgebung von Padua in Oberitalien nachgewiesen. Von dort hat sie sich rasch in Südeuropa und dem südlichen Mitteleuropa ausgebreitet. Im Südwesten hat sie die Iberische Halbinsel erreicht, im Osten ist sie bis Ungarn und Tschechien vorgedrungen und im Südosten hat sie die Balkanhalbinsel (Bulgarien, Griechenland) besiedelt. Neueste Fundorte liegen im Norden des Schwarzen Meeres in Russland. Nach Norden ist sie entlang der Rhone in Frankreich und später über die Oberrheinische Tiefebene 1983 nach Deutschland in das Rhein-Main-Gebiet gelangt. Auch in Österreich wurde sie in Krems nachgewiesen. In Städten tritt die Wanze oft massenhaft auf. Die Tiere sind gute Flieger und werden zudem leicht vom Wind verdriftet. Offenbar werden sie auch mit Fahrzeugen entlang der Hauptverkehrswege verschleppt, was zweifellos zur raschen Ausbreitung der Wanze beigetragen hat.
Die Insekten leben auf verschiedenen Platanenarten. In Europa sind dies vor allem Platanus occidentalis, Platanus x acerifolia (= Platanus x hybrida) und nur selten Platanus orientalis.

## Merkmale und Lebensweise
Die Platanen-Netzwanze ist mit Körperlängen zwischen 3,3 und 3,7 Millimeter verhältnismäßig klein. Ihr Körper ist schwarz. Ihr Halsschild (Pronotum) und die Halbdecken (Hemielytren) sind weiß. Sie zeigen die für die Familie der Tingidae kennzeichnende maschenartige Musterung. Die Seiten des Pronotum sind verbreitert und etwas nach oben gebogen. Nach vorne ist es, den Kopf verdeckend, in eine kapuzenartige Bildung (Halsblase) ausgezogen. Nach hinten verdeckt das in eine Spitze ausgezogenen Halsschild das Schildchen (Scutellum).
Die Tiere ernähren sich ausschließlich pflanzlich (phytophag) und offenbar bietet nur die Gattung Platanus geeignete Nahrung. Sowohl die erwachsenen Tiere (Imagines) als auch die Larven saugen am Blattgewebe. Dabei hinterlassen sie schwärzliche Kottropfen auf den Blattunterseiten. Bei einem Massenbefall zeigen die Bäume Vergilbungserscheinungen mit vorzeitigem Blattfall. Beobachtungen zeigen, dass die Wanze auch in Europa durchaus Feinde hat, so zum Beispiel den Waldwächter (Arma custos). Anekdotisch wird davon berichtet, dass die Platanen-Netzwanze, wie andere Weichwanzen auch, Menschen gestochen hat.
Die hemimetabolen Wanzen überwintern im Erwachsenenstadium unter der losen Borke der Platanen oder in entfernter liegenden Verstecken. Nach der Paarung erfolgt im Mai die Eiablage auf den Blattunterseiten. Die Eier werden gruppenweise entlang der Hauptnerven oberflächlich angeklebt. Die Larven der ersten drei Stadien verbleiben in einer Gruppe vereinigt am Eiablageort. Die nächsten letzten beiden Stadien zerstreuen sich und gelangen auf andere Blätter und Bäume. Je nach geografischer Lage werden ein bis drei Generationen gebildet. Im warmen Mittelmeerklima können es bis zu drei sein in Deutschland wird dagegen nur eine ausgebildet.